# Joachim Carl von Maltzan
Joachim Carl Graf von Maltzan, auch Joachim Karl, nicht von Maltzahn (* 28. Dezember 1733 in Militsch; † 10. September 1813 ebd.) war ein preußischer Minister und Gesandter.

## Leben

### Herkunft und Familie

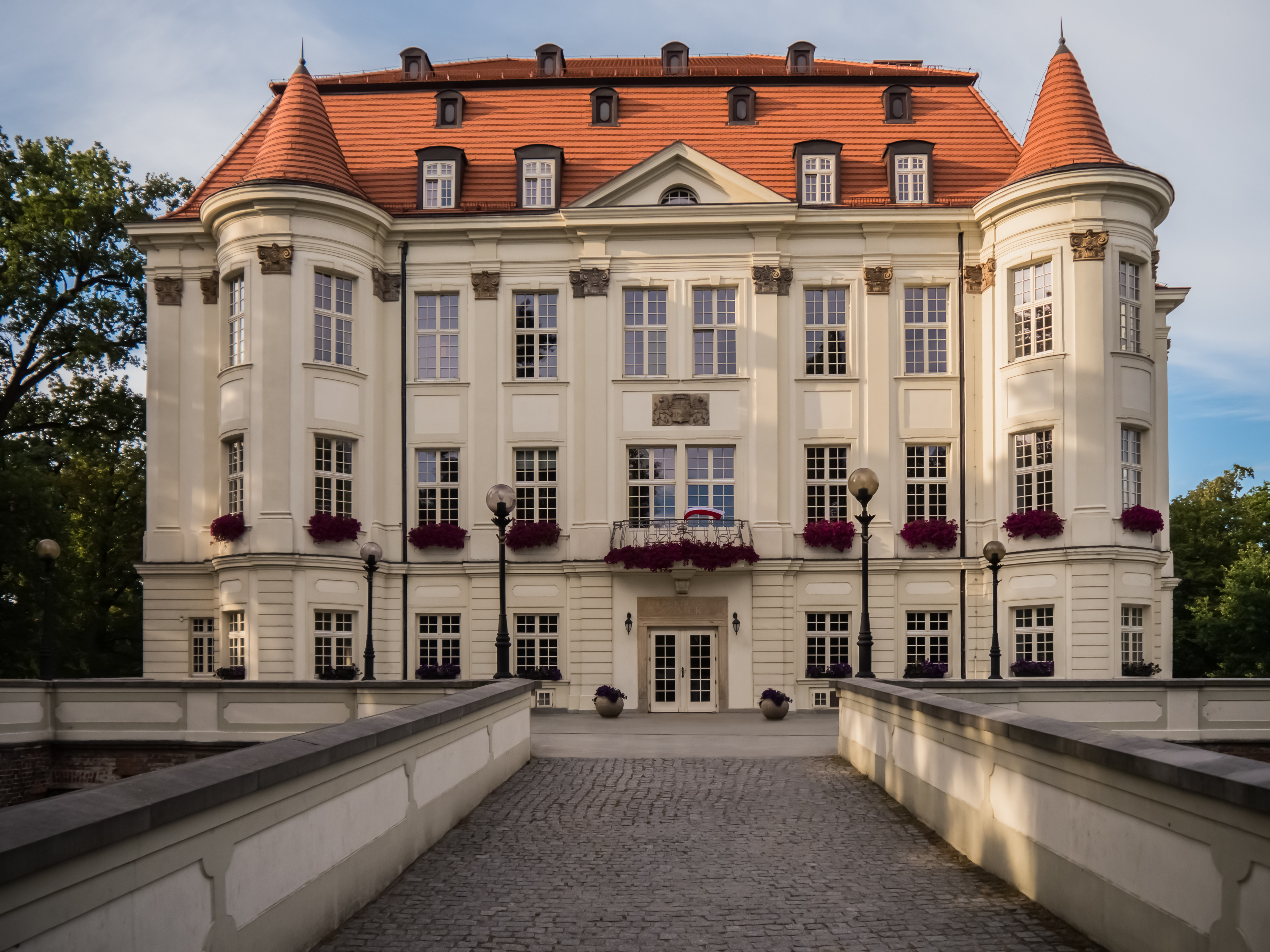
Schloss Lissa

Joachim Carl von Maltzan (Nr. 504 der Geschlechtszählung) war Angehöriger des weitverzweigten Adelsgeschlechts Maltza(h)n und wird dessen Zweig Militsch zugerechnet. Er war eins von fünf Kindern des preußischen Gesandten und Kabinettsministers Joachim Andreas von Maltzan, Freiherr zu Wartenberg (#501; 1707–1786) und Friederike Luise, geborene Gräfin von Platen-Hallermund (1713–1798).
Er vermählte sich 1761 mit Ernestine, geb. Freiin von Mudrach (1746–1795), die ihm als Erbtochter die Herrschaft Deutsch Lissa zutrug. Aus der Ehe gingen drei Kinder hervor:
- Joachim Alexander Casmir Kasimir (1764–1850) ⚭ Antoinette Gräfin von Hoym (1768–1799)
- Joachim Cäsar Eugen (1765–1845) ⚭I Luise Henriette von Wedell (1776–1829); ⚭II Friederike Heloise Henriette Seelmann
- Sophie (1766–1845) ⚭ August Alexander von Bojanowski (1762–1827)

### Werdegang

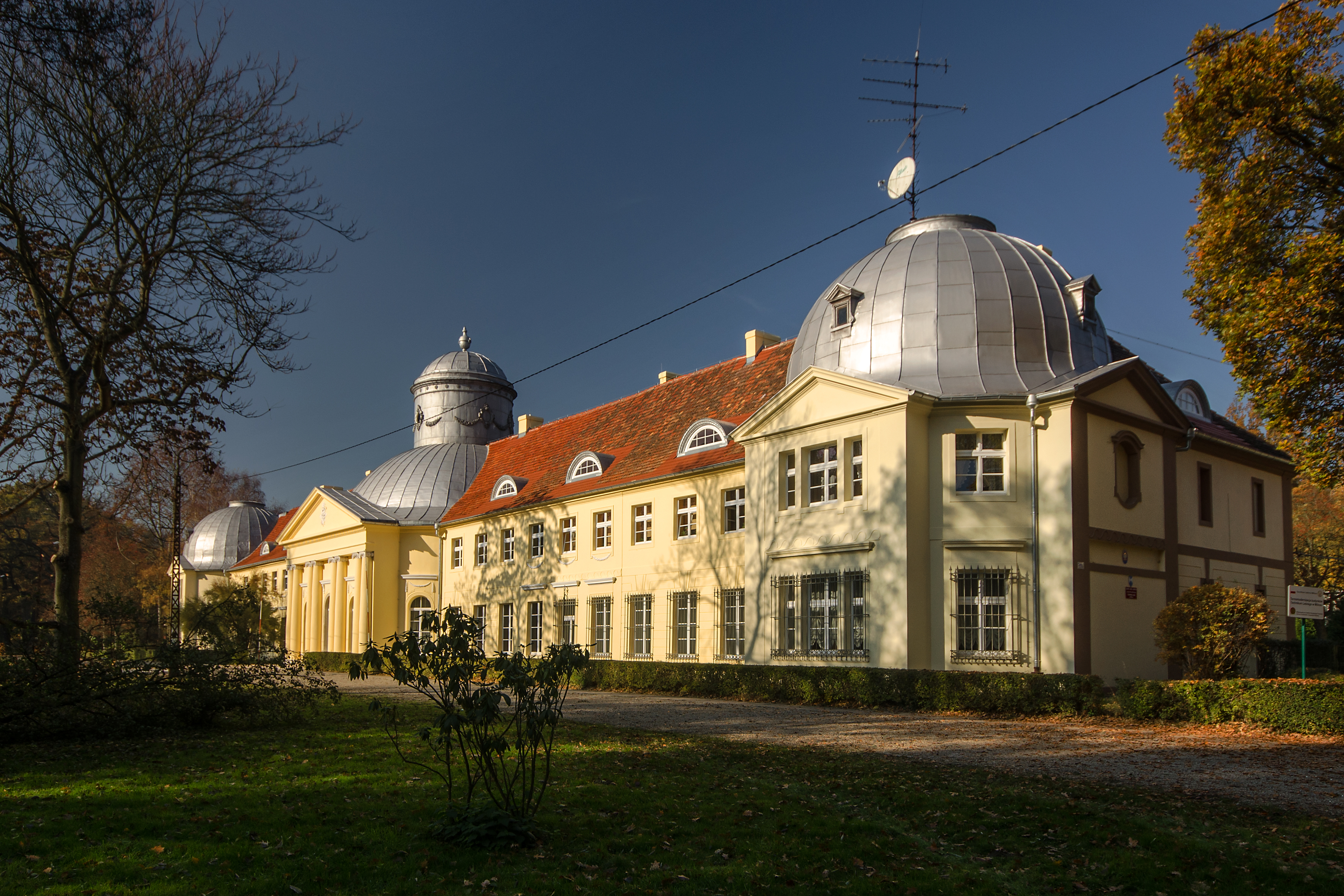
Schloss Militsch

Maltzahn erhielt zunächst Hausunterricht und besuchte dann bis 1753 das Gymnasium in Breslau. Seine Kavalierstour schloss sich an und führte ihn u. a. noch 1753 nach Prag und Karlsbad. Seit 1755 bestritt er ein Studium in Leyden und anschließend in London, von wo er über Paris kurz vor Ausbruch des Siebenjährigen Krieges in Militsch zurückgekehrt war. 
Seit dem Jahr 1761 stand er im diplomatischen Dienst Preußens und hielt sich fortan meist im Ausland auf. Zunächst begab er sich 1762 mit dem Wilhelm Bernhard von der Goltz nach St. Petersburg, wo er den St. Annen-Orden erhielt. Seit 1764 war er königlicher Kammerherr und seit 1765 amtierte er als außerordentlicher Gesandter in London. Der König hatte ihn 1782 von dort abberufen, er kehrte jedoch erst 1784 nach Schlesien zurück, wo er nach dem Tod des Vaters nachmaliger Majoratsherr der freien Standesherrschaft Militsch und Inhaber des preußischen Erboberlandeskämmereramts des Herzogtums Schlesien wurde. 1787 erhielt er den Charakter eines Wirklichen Geheimen Rats und wurde als Minister bestallt, gab aber im selben Jahr seine diplomatische Laufbahn auf und zog sich auf seine Güter zurück.
Zwischen 1797 und 1799 ließ Joachim Carl von Maltzan nach Entwurf von Carl Gottfried Geißler das Schloss Militsch mit 23 Fensterachsen erbauen.
Er war Ritter des Schwarzen Adelorden.